# Julia Riera
Julia Riera, (ur. 29 maja 2002 w Pergamino) – argentyńska tenisistka.

## Kariera tenisowa
W karierze zwyciężyła w siedmiu singlowych i trzech deblowych turniejach rangi ITF. 20 maja 2024 roku zajmowała najwyższe miejsce w rankingu singlowym WTA Tour – 93. pozycję, natomiast 5 sierpnia 2024 osiągnęła najwyższą pozycję w rankingu deblowym – 176. miejsce.

## Finały turniejów WTA 125
| Legenda                   | Legenda |
| ------------------------- | ------- |
| Wielki Szlem              |         |
| Igrzyska olimpijskie      |         |
| WTA Tour Championships    |         |
| od 2021                   |         |
| WTA 1000 (obowiązkowe)    |         |
| WTA 1000 (nieobowiązkowe) |         |
| WTA 500                   |         |
| WTA 250                   |         |
| WTA 125                   |         |

### Gra podwójna 2 (1–1)
| Końcowy wynik | Nr | Data           | Turniej    | Nawierzchnia | Partnerka           | Przeciwniczki                   | Wynik finału |
| ------------- | -- | -------------- | ---------- | ------------ | ------------------- | ------------------------------- | ------------ |
| Zwyciężczyni  | 1. | 9 grudnia 2023 | Montevideo | Ceglana      | María Lourdes Carlé | Freya Christie Yuliana Lizarazo | 7:6(5), 7:5  |
| Finalistka    | 1. | 13 lipca 2024  | Båstad     | Ceglana      | María Lourdes Carlé | Peangtarn Plipuech Tsao Chia-yi | 5:7, 3:6     |

## Finały turniejów ITF
| turnieje z pulą nagród 100 000 $ (W100) |
| turnieje z pulą nagród 80 000 $ (W80)   |
| turnieje z pulą nagród 60 000 $ (W75)   |
| turnieje z pulą nagród 40 000 $ (W50)   |
| turnieje z pulą nagród 25 000 $ (W35)   |
| turnieje z pulą nagród 15 000 $ (W15)   |

### Gra pojedyncza 9 (7–2)
| Rezultat     |    | Data       | Turniej      | ($)     | Naw.    | Przeciwniczka        | Wynik            |
| Zwyciężczyni | 1. | 31/10/2021 | Antalya      | 15 000  | Ceglana | Rosa Vicens Mas      | 6:4, 5:7, 7:6(1) |
| Zwyciężczyni | 2. | 07/11/2021 | Antalya      | 15 000  | Ceglana | Tian Fangran         | 7:6(3), 6:1      |
| Finalistka   | 1. | 14/08/2022 | Koksijde     | 25 000  | Ceglana | Marie Benoît         | 5:7, 3:6         |
| Zwyciężczyni | 3. | 03/09/2022 | Triest       | 25 000  | Ceglana | Oana Georgeta Simion | 6:1, 6:4         |
| Finalistka   | 2. | 15/01/2023 | Buenos Aires | 25 000  | Ceglana | Nuria Brancaccio     | 4:6, 6:4, 5:7    |
| Zwyciężczyni | 4. | 23/04/2023 | Guayaquil    | 25 000  | Ceglana | Francesca Jones      | 6:2, 7:5         |
| Zwyciężczyni | 5. | 30/04/2023 | Guayaquil    | 25 000  | Ceglana | Solana Sierra        | 6:4, 4:6, 6:4    |
| Zwyciężczyni | 6. | 21/04/2024 | Chiasso      | 60 000  | Ceglana | Anna Bondár          | 6:3, 7:6(2)      |
| Zwyciężczyni | 7. | 05/05/2024 | Wiesbaden    | 100 000 | Ceglana | Jule Niemeier        | 3:6, 6:3, 6:2    |

### Gra podwójna 6 (3–3)
| Rezultat     |    | Data       | Turniej  | ($)    | Naw.           | Partnerka           | Przeciwniczki                              | Wynik           |
| Finalistka   | 1. | 10/09/2022 | Marbella | 25 000 | Ceglana        | Daniela Seguel      | Jéssica Bouzas Maneiro Leyre Romero Gormaz | 4:6, 2:6        |
| Finalistka   | 2. | 04/03/2023 | Tucumán  | 25 000 | Ceglana        | Guillermina Naya    | Daniela Vismane Wałerija Strachowa         | 3:6, 6:3, 11–13 |
| Zwyciężczyni | 1. | 01/04/2023 | Sopó     | 25 000 | Ceglana        | Guillermina Naya    | Victoria Hu Melany Krywoj                  | 7:5, 6:4        |
| Zwyciężczyni | 2. | 12/08/2023 | Brasília | 80 000 | Twarda         | Carolina Alves      | Eden Silva Wałerija Strachowa              | 6:2, 6:3        |
| Zwyciężczyni | 3. | 28/09/2024 | Pilar    | 40 000 | Ceglana        | Carolina Alves      | Nicole Fossa Huergo Żybek Kułambajewa      | 6:4, 7:5        |
| Finalistka   | 3. | 29/03/2025 | Vacaria  | 60 000 | Ceglana (hala) | Despina Papamichail | Robin Anderson Alicia Herrero Liñana       | 5:7, 4:6        |